# Лам, Семён Менделевич
Семён Ме́нделевич Лам (род. 28 июня 1949 года, Минск) — советско-американский эстрадный драматург, публицист, режиссёр народного театра и инженер-строитель. Живёт и работает в США.

## Биография

### Детство и юность
Родился 28 июня 1949 года в Минске. В 1966 году окончил среднюю школу. С 5-го класса занимался в драмкружке Клуба фабрики имени Калинина (руководитель А. А. Каляда). С 9-го класса начал делать инсценировки по произведениям русских классиков и осуществлять их постановки в школьной самодеятельности. В 1966—1967 годах работал на Минском заводе полупроводниковых приборов. При его активном участии Цех Испытаний занял 1-е место в заводской самодеятельности.
В 1967 году поступил в Белорусский политехнический институт (БПИ) на строительный факультет. На протяжении 5 лет учёбы участник (автор и актёр) Театра миниатюр института. Вместе с театром выступал в различных городах Советского Союза. В 1969 году — участник Всесоюзного фестиваля студенческих театров страны «Волга-69» в городе Казань. За эти годы при активном участии Семёна Лама в театре были поставлены спектакли «Идеальный Человек», «Если ты инженер…» и «Сказка про Белого бычка» по произведениям писателя Феликса Кривина. 10 мая 1972 года в Актовом зале института Семён Лам был участником двухчасового концерта Театра Миниатюр БПИ для труппы Ленинградского Театра Миниатюр Аркадия Райкина. Играл в КВН, в составе команды БПИ города Минска стал Чемпионом КВН 1970—1971 года. С программой «Алло! КВН на эстраде» в составе концертной бригады — Чемпионов КВН города Одессы, города Минска и лауреатов телевизионного конкурса «Алло, мы ищем таланты!» под руководством Александра Маслякова выступал в различных городах Советского Союза: Ульяновск, Куйбышев, Уфа, Тамбов, Алма-Ата, Ташкент и другие. С 29 октября по 7 ноября 1971 года принимал участие в гала-концерте «Праздничный Турнир Эстрадной Песни» во Дворце спорта в Лужниках. В декабре 1971 года — участник новогодней юмористической пародийной программы Белорусского телевидения (роль пана Директора из кабачка «13 Стульев»). В этот же период, начиная с конца 1971 года, Семён Лам начинает работать как автор эстрадных скетчей и миниатюр.

### Служба и работа
В 1972 году Лам заканчивает институт и направляется на службу в Советскую Армию командиром взвода сапёрных войск в Туркестанский военный округ, г. Кизыл-Арват. Заканчивает службу в 1974 году в должности Заместителя командира батальона в Киевском военном округе, г. Днепропетровск. В период военной службы является автором и участником ряда программ в Доме офицеров города Днепропетровска, а также Театра Миниатюр Дома культуры Машиностроителей под руководством режиссёра В. С. Барвинкова.
С 1974 года работает по специальности в Институте Белпромпоект (одновременно в течение 3-х лет редактор и автор институтской Радиогазеты), затем прорабом, начальником производственного отдела Центрального Исполкома города Минска, главным инженером Строительного управления No. 2 Строительного комбината Минскремстрой.
Параллельно с 1975 года работает руководителем и режиссёром Агитбригады Белорусского Политехнического Института. Являлся автором и постановщиком ряда программ: «Прислушайтесь, время…» — 1976 год, «В песнях останемся мы» — 1980 год, «Будьте добры» — 1985 год, «Подражание Театру» — 1987 год, «Мы все зависим друг от друга…» — 1989 год и ряда других. В 1980 году Агитбригаде было присвоено звание Народного коллектива. Агитбригада выступала в Белоруссии, в Москве, в Карелии, Астраханской, Калининградской и других областях Советского Союза. Народная Агитбригада БПИ неоднократно становилась Лауреатом Всесоюзного конкурса самодеятельных Народных театров (1980, 1985, 1987, 1990). В мае 1985 года к 40-летию Победы в Великой Отечественной войне Семён Лам — режиссёр и сценарист цикла программ Агитбригады БПИ, награждён специальным Дипломом Союза писателей СССР за пропаганду произведений советской драматургии. В 1987 году Семёну Ламу, режиссёру Агитбригады БПИ, присуждено звание Лауреата и диплом 1 степени Второго всесоюзного фестиваля народного творчества, посвящённого 70-летию Октябрьской революции.
Одновременно, с 1976 года совместно с соавторами Леонидом Дубовым и Александром Эпштейном под псевдонимом «Троекумов» работает в качестве автора монологов, скетчей, интермедий, куплетов, пародий и эстрадных программ для артистов разговорного жанра Белгосфилармонии — Николая Шишкина, Вениамина Туниса, Заслуженной артистки БССР Анны Рыжковой, Владимира Кондратьева, Евгения Ширяева, Людмилы Недобельской, Лидии Катлярской-Мулявиной, Людмилы Катранжи, Бориса Блиндера и Виктора Синайского, а также актёра разговорного жанра Саратовской Филармонии Льва Горелика.

### 1980-е

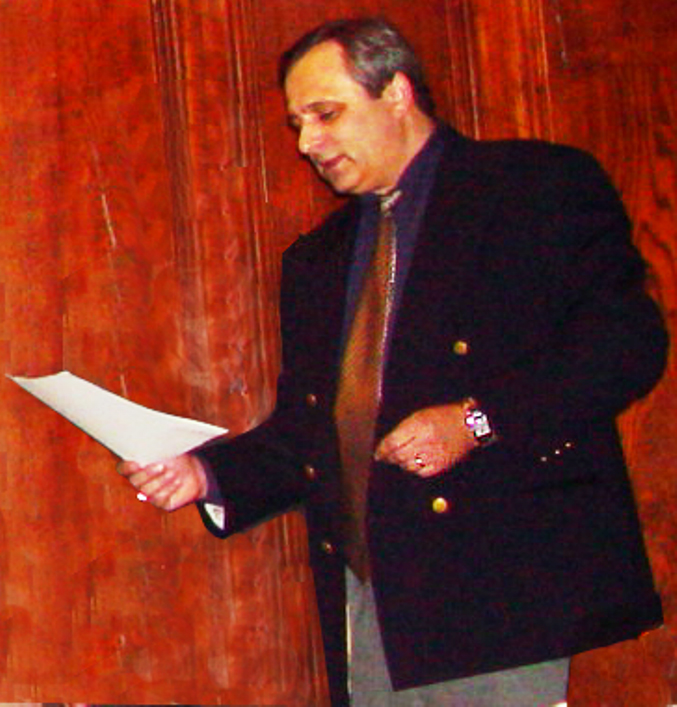
Выступление Семёна Лама на открытии русского клуба «Спутник» в городе Олбани, США, 15 ноября 2003 года

С марта 1980 года по апрель 1987 года — участник Всесоюзных семинаров эстрадных драматургов при Министерстве Культуры СССР.
В 1980 году к Олимпийским играм в Москве написан эстрадный номер «Олимпийские пародии» для артиста разговорного жанра Белгосфилармонии Виктора Синайского.
В 1982 году с монологом «Тётка Марина — дипломат» Семён Лам (Троекумов) становится лауреатом 1-й Премии Всесоюзного Конкурса Министерства культуры и Союза Писателей СССР на лучшее литературное произведение для эстрады. В праздничном телевизионном «Огоньке» 8 марта 1983 года этот монолог успешно исполнила Народная артистка СССР Мария Владимировна Миронова, а затем в течение ряда лет этот монолог постоянно был в её концертном репертуаре.
В октябре 1982 к концерту-чествованию футбольной команды «Динамо» (Минск), ставшей Чемпионом Советского Союза, создан приветственный монолог «Команда молодости нашей…» для артиста разговорного жанра Белгосфилармонии Виктора Синайского.
В марте 1983 года написаны интермедии для концертных выступлений Заслуженного артиста РСФСР, иллюзиониста Эмиля Кио. В 1985 году для Юбилейного (15 лет) концерта Государственного ансамбля «Песняры» написан эстрадный номер «Песня Песняров» для артиста разговорного жанра Белгосфилармонии Виктора Синайского. В 1985 году с монологом Семёна Лама (Троекумов) «Спокойной ночи, малыши…» артист разговорного жанра Гомельской Филармонии (вокально-инструментальный ансамбль «Сябры») Борис Блиндер получил специальный приз «1-го Всесоюзного конкурса по речевым жанрам» за лучшее воплощение на эстраде современной публицистической темы.
В 1985—1989 годах — создание эстрадных программ «Быть Человеком» и «Мелодии и пародии» для артиста разговорного жанра Белгосфилармонии Виктора Синайского, сценариев Главной Новогодней Ёлки Республики в Минском Дворце Спорта (1984 и 1985), а также несколько сценариев для правительственных концертов Республики. В мае 1988 года на десятом Всесоюзном Семинаре эстрадных драматургов монолог Семёна Лама «Тормоз Перестройки», написанный совместно с киевским писателем Аркадием Райчуком получил 1-ю премию на Конкурсе на лучший сатирический монолог на современную тему.
В 1987 году создан ряд эстрадных номеров (куплетов, пародий), исполняемых различными артистами разговорного жанра.
В 1988 году написан сценарий праздничного концерта Всесоюзной Недели Детской музыки в городе Минске, а в 1989 г. — сценарий сатирического спектакля-водевиля «Какой Пассаж» для эстрадного коллектива артистки разговорного жанра Белгосфилармонии Ирины Недобельской.

### 1990-е, 2000-е
В 1990 году принял участие в репертуарном сборнике эстрадных монологов, юморесок и интермедий «Размова па щырасцi» (рус. Разговор начистоту). В том же году переезжает на постоянное место жительства в США. Проживает в городе Олбани (Нью-Йорк). С 1991 года работает по специальности, инженером-строителем. Начиная с 1998 года публикуется в русскоязычной прессе Соединённых Штатов и печатных изданиях Беларуси.
В сентябре 2000 года как автор шуточных приветствий и поздравительных монологов принимает участие в Праздновании 10-летия радиопрограммы «Звезда Давида» — наиболее «долго живущего» в США радио на русском языке.
В декабре 2000 года выходит рассказ Семёна Лама «Яма», который затем публикуется в ряде периодических изданий Америки и Беларуси. В 2001 году в газете «Каскад» опубликован фельетон Семёна Лама «Приглашение в Балтимор».
В декабре 2002 опубликован рассказ Семёна Лама «10 Лет в „Юнайтед Стэйтс“».
В мае-июле 2004 года в ряде американских русскоязычных журналов публикуется шуточный «Краткий путеводитель по Нью-Йорку». В июне 2005 публикуется фельетон Семёна Лама «Мэрами не рождаются» o мэре Нью-Йорка Майкле Блумберге. В мае 2008 года в газете «Версия плюс» (Минск, Беларусь) публикуется заметка и юмористические стихи Семёна Лама «Привет из США».
В мае 2011 в газете «Весцi БНТУ» (бел. Вести БНТУ) Белорусского Научно-технического университета опубликовано стихотворение Семёна Лама «Песня Странника». В декабре 2011 года в газете «Русский базар» выходит шуточная сценка Семёна Лама «Встреча в бане».
Начиная с 2010 года Семён Лам сотрудничает с пародистом из г. Уфы, лауреатом Международного фестиваля пародий «Большая разница в Одессе» Александром Чистяковым. Для него была подготовлена программа выступления на Юбилейном концерте к 70-летию Питерского Метростроя, а также ряд других концертных программ.

## Семья
- Отец — Лам Мендель, 1907—1982, по специальности техник-механик, участник Великой Отечественной войны, дошёл до Берлина, награждён Орденом Красной Звезды.
- Мать — Лам (Лунгина) Ида, 1924, торговый работник, в настоящее время на пенсии. Во время войны вся семья погибла в Минском гетто.

### Личная жизнь
- Супруга — Лам-Никоненко, Людмила Михайловна (род. 1954). Актриса по образованию, в 1975 году закончила актёрское отделение Днепропетровского государственного театрального училища (педагог — Н. М. Пинская). С 1975 по 1990 г. работала ассистентом режиссёра, режиссёром на Белорусском телевидении. В настоящее время работает в Министерстве Образования штата Нью-Йорк. Женаты с 1974 года.
- Дочь — Юлианна (род. 1976). Бренд-менеджер «SI Group International», замужем, пишет стихи.